# Daniel Fédou
Pas d'image ? Cliquez ici

a Compétitions nationales et continentales officielles uniquement.

b Matchs officiels uniquement.
Daniel Fédou, né le 17 mars 1949 à Albi, est un joueur de rugby à XIII dans les années 1960 et 1970 évoluant au poste de centre.
Il dispute de nombreuses saisons en avec le club d'Albi. Avec ce club, il connaît le succès puisqu'il remporte le Championnat de France en 1977 et de Coupe de France en 1974, aux côtés de Michel Moussard, Fernand Kaminski, Jean-Pierre Trémouille et Christian Laskawiec. Fort de ses performances en club, il est sélectionné à une reprise en équipe de France en 1972.
Il occupe un rôle de vice-président de la fédération française de rugby à XIII dans les années 1970 au côté de René Mauriès tout en poursuivant sa carrière auprès du Ministère des Finances, et a été entraîneur-joueur de Paris-Châtillon.
Issu d'une famille socialiste à Albi, ancien élève de l'Ecole polytechnique (X68) et ingénieur du corps des Ponts, il a eu des velléités politiques au cours de sa carrière, se présentant notamment contre Jacques Chaban-Delmas aux élections législatives de 1993. Il a dirigé entre autres des entreprises comme l'usine Thomson du Haillan, Racia, Alvar et CEEM.

## Biographie
Daniel Fédou joue de nombreuses années pour le club de rugby à XIII d'Albi prenant part aux titres de Championnat de France en 1977 et de Coupe de France en 1974. Il compte également une et unique sélection en équipe de France contre la Grande-Bretagne.

## Palmarès
- Collectif :
  - Vainqueur du Championnat de France : 1977[1] (Albi).
  - Vainqueur de la Coupe de France : 1974[1] (Albi).

### En sélection

#### Détails en sélection
| 1. | 12 mars 1972 | Grande-Bretagne | 10-45 | Test-match | Remplaçant | - | - | - | - |